# Cláudio Christovam de Pinho
Cláudio Christovam de Pinho (Santos, 18 juli 1922 - aldaar, 1 mei 2000) was een Braziliaanse voetballer, bekend onder zijn spelersnaam Cláudio.

## Biografie
Hij begon zijn carrière bij Santos en maakte in 1942 de overstap naar Palmeiras, waar hij het eerste doelpunt scoorde voor de club onder deze naam, voorheen heette de club Palestra Itália. Na één jaar keerde hij terug naar Santos. In 1945 werd hij binnen gehaald door Corinthians, waar hij een van de grootste clubidolen zou worden. Hij won er drie keer het Campeonato Paulista mee, drie keer het Torneio Rio-São Paulo en in 1953 de Pequeña Copa del Mundo, de voorloper van de wereldbeker. Hij was samen met Luizinho en Baltazar een gouden aanvalstrio voor de club. In 1958 ging hij voor São Paulo spelen, waar hij zijn carrière beëindigde.
Cláudio speelde ook voor het nationale elftal en won in 1949 het Zuid-Amerikaans kampioenschap met Brazilië.
Hij overleed in 2000 aan een hartaanval.